# Supauli
Supauli (en népalais : सुपौली) est un comité de développement villageois du Népal situé dans le district de Parsa. Au recensement de 2011, il comptait 3 095 habitants.